# Stora Hyttjärnen
Stora Hyttjärnen är en sjö i Lindesbergs kommun i Västmanland och ingår i Norrströms huvudavrinningsområde. Sjön är 6 meter djup, har en yta på 0,0247 kvadratkilometer och befinner sig 269,3 meter över havet.